# 千畳敷スキー場
千畳敷スキー場（せんじょうじきスキーじょう）は、長野県駒ヶ根市にあるスキー場である。中央アルプス観光株式会社が運営している。
中央アルプス駒ヶ岳ロープウェイの千畳敷駅を起点とする標高2,600mに位置する。（簡易）リフトを備えたスキー場としては日本で最も高い場所にあり、本格的な山岳スキー・スノーボードが楽しめる。

## 概要
本スキー場は高山にある特殊なスキー場であり、春スキー・バックカントリースキーを楽しむ場所である。現代的レジャースキー場のような整地スキー・スノーボードが快適に楽しめる場所とは異なる。
リフトでゲレンデ滑走するにしてもTバーリフトは慣れるまで利用が少々難しく、自分でロープにつかまり上に滑っていくものであるため、通常のチェアリフトのようには楽ではない。高山であるため人によっては軽い高山病の症状が出る場合もある（ロープウェイで標高差950mを一気に登るため、来場直後の急な運動には気をつけた方がよい）。
しかしながら千畳敷カールのような高所・絶景での滑走体験はたとえゲレンデを滑るだけであっても余所では簡単に得られるものではなく、貴重な場所である。
営業期間は例年4月下旬～5月下旬。

## コース
- 千畳敷カール内 カールゲレンデコース
  - Tバーリフトが設置される短いゲレンデがある。圧雪設備はないのでナチュラル斜面である。
  - コブ愛好者によりラインが作られる。また、5月連休以降も滑れる国内では数少ない場所の1つであるため、モーグル選手育成コースが設置されることがある[1]。
- 極楽平ダウンヒル
  - 中上級者向きの滑走距離800m、最大斜度30度のコース
  - 滑走するには千畳敷カール稜線まで800mをハイクアップする必要がある（所要時間 約1時間）
  - ハイクアップには、相応の技術と装備（アイゼン、ピッケル等）が必要であり、技術と装備を持っていないと相当な危険が伴う
- バックカントリー
  - 千畳敷カール外でのバックカントリースキーが可能だが、当然のことながら相応の技術と装備が必要である。

## リフト
- Tバー 1基 (250m)

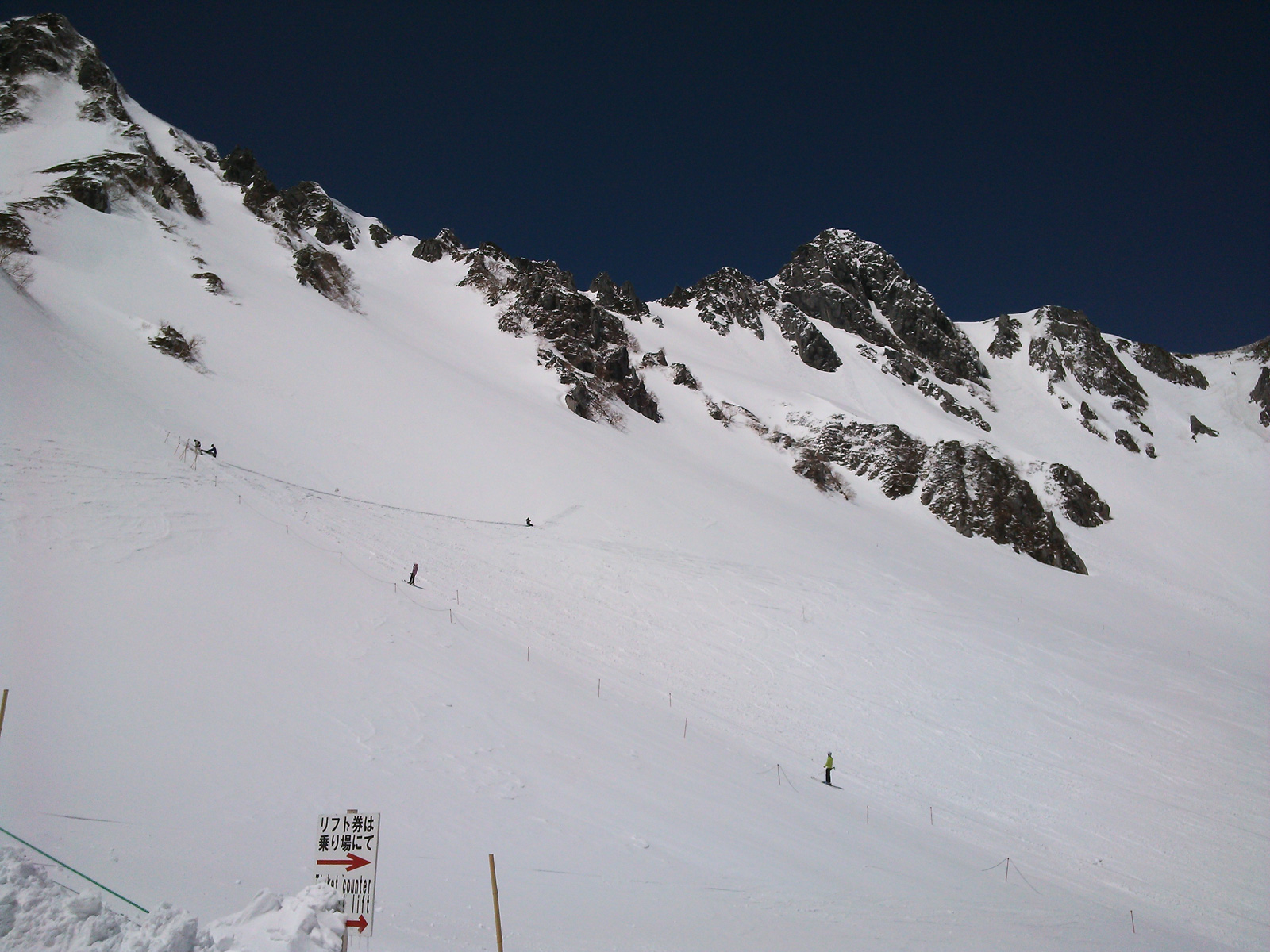
千畳敷スキー場のTバーリフトを使用する人とゲレンデ

  - Tバーリフトは、滑走者がTバーフックを置き場から取り、股にあてがってから自分でフックの金具をワイヤーに引っ掛けるタイプである。
  - リフト券売り場は特に用意されておらず、乗り場で直接買う。

## 施設
- ホテル千畳敷
  - レストラン
  - 喫茶店
  - スキーレンタル

## アクセス
- 中央自動車道 駒ヶ根ICより2.5km、約4分でバスセンター（バスセンターから先は一般車両通行禁止のためマイカーは駐車場に駐めてバスを利用する必要がある）。駒ヶ岳ロープウェイしらび平駅までバスで30分。
- JR東海 飯田線 駒ケ根駅より駒ヶ岳ロープウェイしらび平駅までバスで約50分。
- 駒ヶ岳ロープウェイしらび平駅 - 千畳敷駅 7分30秒。冬季1時間間隔・夏季(4月中旬～)30分間隔で運行している。観光客の多い連休等の時期は適宜増発されるがそれでも非常に混雑する。

## 沿革
- 2016年(平成28年) - 暖冬のため、2016年の（Tバーリフト）営業期間は4月3日～5月11日となった（うち4月15日～30日までは機器不調のためリフト営業休止）。
- 2019年(平成31年/令和元年) - 積雪が少なく植生を傷つける恐れがあるため、Tバーリフトは設置されなかった(道具持参・ハイクアップによる滑走のみ可能)。7月、中央アルプス観光株式会社は駒ヶ根高原スキー場を含む3事業を分社化して中央アルプスリゾート株式会社を設立し他社に売却したが、千畳敷スキー場はwebサイトを見る限りまだ中央アルプス観光株式会社が運営している模様。
- 2020年(令和2年) - 駒ヶ岳ロープウェイが支柱変形のため復旧工事を要し長期運休したため、千畳敷スキー場は休業となった。
- 2021年(令和3年) - 2021シーズンはTバーリフトの営業が休止となった。